# Batalla de South Mountain
El 14 de setembre 1862, George Brinton McClellan general de les forces nordistes, volia obrir-se camí a través del coll de Tunner's Gap per arraconar Lee contra el Potomac. Al migdia, llançà dos cossos de l'exèrcit sota les ordres de Ambrose E. Burnside contra la divisió confederada de D.H. Hill, sostinguda una mica més tard per la divisió de Longstreet.
La batalla s'aturà amb la nit. Els sudistes, desbordats al nord pel cos de l'exèrcit de Hooker, foren forçats a retirar-se. La victòria fou pels nordistes, però la resistència acarnissada de D.H. Hill permeté Lee de reunir les seves forces en previsió de la batalla d'Antietam del 17 setembre de 1862.